# Resolutie 442 Veiligheidsraad Verenigde Naties
Resolutie 442 van de Veiligheidsraad van de Verenigde Naties werd op 6 december 1978 unaniem aangenomen. De resolutie beval Dominica aan voor VN-lidmaatschap.

## Inhoud
De Veiligheidsraad had de aanvraag van het Gemenebest Dominica voor lidmaatschap van de Verenigde Naties bestudeerd, en beval de Algemene Vergadering aan om aan Dominica het VN-lidmaatschap toe te kennen.

## Verwante resoluties
- Resolutie 413 Veiligheidsraad Verenigde Naties (Vietnam)
- Resolutie 433 Veiligheidsraad Verenigde Naties (Salomonseilanden)
- Resolutie 453 Veiligheidsraad Verenigde Naties (Sint-Lucia)
- Resolutie 464 Veiligheidsraad Verenigde Naties (Sint-Vincent en de Grenadines)

Lijst ·  423 ·  424 ·  425 ·  426 ·  427 ·  428 ·  429 ·  430 ·  431 ·  432 ·  433 ·  434 ·  435 ·  436 ·  437 ·  438 ·  439 ·  440 ·  441 ·  442 ·  443